# 南條沙歩
南條沙歩（なんじょうさほ、1989年 - ）は、日本の映像作家。岐阜県出身。京都市立芸術大学大学院美術研究科修士課程絵画専攻構想設計修了。MV等多数制作。イラストエッセイ『夢日記』をネット上で発信している。

## テレビ出演
- マツコ会議[3]